# Dominique Bonnet
Dominique Bonnet (ur. 20 kwietnia 1939 w Antigny) – francuski duchowny rzymskokatolicki posługujący w Gabonie, w latach 1997–2013 biskup Mouila.

## Życiorys
Święcenia kapłańskie przyjął 29 czerwca 1966. 8 listopada 1996 został prekonizowany biskupem Mouila. Sakrę biskupią otrzymał 11 stycznia 1997. 19 stycznia 2013 zrezygnował z pełnionego urzędu.